# Casey Abrams
Casey Abrams, né le 12 février 1991 à Austin, Texas, et originaire d'Idyllwild en Californie, aux États-Unis, est un chanteur et un musicien américain, issu de la dixième saison du télécrochet American Idol, dont il finit cinquième et lors de laquelle il se distingue par ses prestations à la contrebasse. Il collabore régulièrement avec le collectif Postmodern Jukebox.
Il sort un premier album, Casey Abrams, en 2012.

## Prestations lors d'American Idol
| Semaine                 | Thème                                  | Chanson                                        | Artiste                      | Ordre | Résultat   |
| ----------------------- | -------------------------------------- | ---------------------------------------------- | ---------------------------- | ----- | ---------- |
| Audition                | Auditioner's Choice                    | I Don't Need No Doctor                         | Ray Charles                  | N/A   | Advanced   |
| Hollywood Round, Part 1 | First Solo                             | Lullaby of Birdland                            | Ella Fitzgerald              | N/A   | Advanced   |
| Hollywood Round, Part 2 | Group Performance                      | Get Ready                                      | The Temptations              | N/A   | Advanced   |
| Hollywood Round, Part 3 | Second Solo                            | Georgia on My Mind                             | Hoagy Carmichael             | N/A   | Advanced   |
| Las Vegas Round         | Songs of The Beatles Group Performance | A Hard Day's Night                             | The Beatles                  | N/A   | Advanced   |
| Hollywood Round Final   | Final Solo                             | Why Don't You Do Right?                        | Kansas Joe McCoy             | N/A   | Advanced   |
| Top 24 (12 Men)         | Personal Choice                        | I Put a Spell on You                           | Screamin' Jay Hawkins        | 12    | Advanced   |
| Top 13                  | Your Personal Idol                     | With a Little Help from My Friends             | The Beatles                  | 2     | Safe       |
| Top 12                  | Year You Were Born                     | Smells Like Teen Spirit                        | Nirvana                      | 10    | Safe       |
| Top 11                  | Motown                                 | I Heard It Through the Grapevine               | The Miracles                 | 1     | Saved      |
| Top 11                  | Elton John                             | Your Song                                      | Elton John                   | 9     | Safe       |
| Top 9                   | Rock & Roll Hall of Fame               | Have You Ever Seen the Rain?                   | Creedence Clearwater Revival | 3     | Safe       |
| Top 8                   | Songs from the Movies                  | Nature Boy — The Boy with Green Hair           | Nat King Cole                | 5     | Safe       |
| Top 7                   | Songs from the 21st Century            | Harder to Breathe                              | Maroon 5                     | 5     | Safe       |
| Top 6                   | Carole King                            | Duet I Feel the Earth Move with Haley Reinhart | Carole King                  | 3     | Eliminated |
| Solo Hi-De-Ho           | The City                               | 7                                              |                              |       |            |

## Discographie

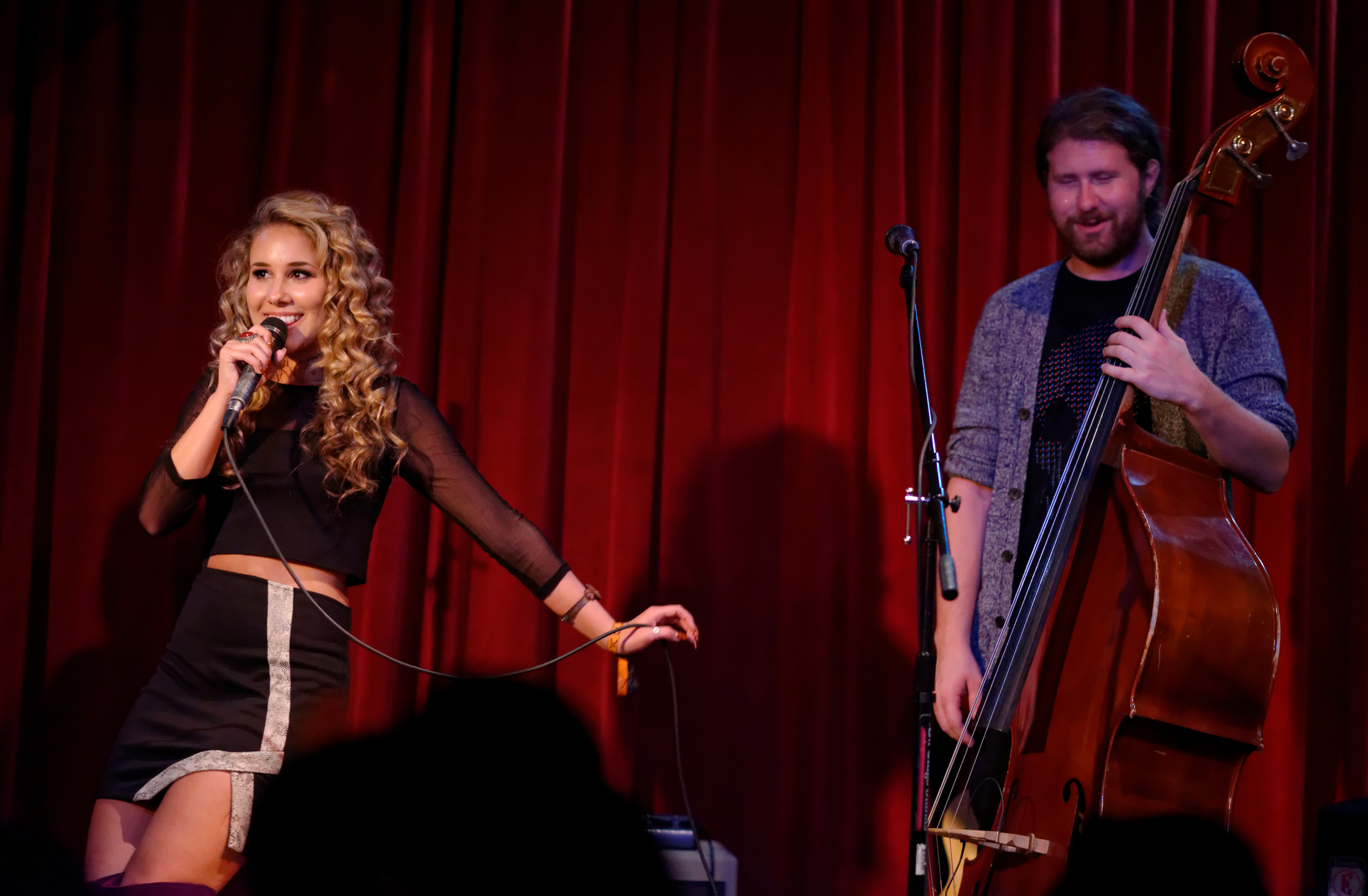
Haley Reinhart et Casey Abrams, en 2014.

### Albums
| Casey Abrams (en) - Date de lancement : 26 juin 2012 - Label : Concord Music Group - Formats : CD, téléchargement en ligne | 101                         | 15 000 |  |
| \| 1. \| Robot Lovers \| \| \| 2. \| Meet the Flintstones \| \| \| 3. \| Cougartown \| \| \| 4. \| I Put A Spell On You \| \| \| 5. \| Lost and Looking \| \| \| 6. \| Let’s Make Out \| \| \| 7. \| Nature Boy \| \| \| 8. \| Never Knew \| \| \| 9. \| Georgia on My Mind \| \| \| 10. \| High Drunk Love You \| \| \| 11. \| Have You Ever Seen the Rain \| \| \| 12. \| Moon Song \| \| \| 13. \| Take The A Train \| \| | - mars 2018                 |        |  |
| Put a Spell on You |                             |        |  |
| No | Titre                       | Durée  |  |
| 1. | Robot Lovers                |        |  |
| 2. | Meet the Flintstones        |        |  |
| 3. | Cougartown                  |        |  |
| 4. | I Put A Spell On You        |        |  |
| 5. | Lost and Looking            |        |  |
| 6. | Let’s Make Out              |        |  |
| 7. | Nature Boy                  |        |  |
| 8. | Never Knew                  |        |  |
| 9. | Georgia on My Mind          |        |  |
| 10. | High Drunk Love You         |        |  |
| 11. | Have You Ever Seen the Rain |        |  |
| 12. | Moon Song                   |        |  |
| 13. | Take The A Train            |        |  |

### Singles
| Année | Single      | Classement | Classement | Classement | Album        |
| Année | Single      | US Adult   | US AC      | US Smooth  | Album        |
| ----- | ----------- | ---------- | ---------- | ---------- | ------------ |
| 2012  | Get Out     | 23         | 42         | —          | Casey Abrams |
| 2012  | Simple Life | —          | —          | 19         | Casey Abrams |

### Collaborations
| Année | Titre                                                   | Classement     | Classement |
| Année | Titre                                                   | Bubbling Under | US AC      |
| ----- | ------------------------------------------------------- | -------------- | ---------- |
| 2011  | Baby, It's Cold Outside Haley Reinhart and Casey Abrams | 20             | 39         |